# Irwin, Idaho
Irwin är en ort i Bonneville County i delstaten Idaho, USA.